# 電子皮膚
電子皮膚（でんしひふ、英語: Electronic skin）は、人間や動物の皮膚の機能を模倣することができる、柔軟で伸縮自在、自己修復可能なウェアラブルデバイスである。熱や圧力の変化などの環境要因に反応したり、装着者の生体情報をモニターするため、センシング能力を持つことが多い。
身体に負荷を感じさせることなく生体データを計測できる電子皮膚は、生体情報計、ヒューマノイド、補綴物、サイバーフィジカルシステムなどに幅広く応用されることが期待されている。

## 概要
電子皮膚は、人間や動物の皮膚の機能を再現するために、センサーと電子機器の伸縮可能なネットワークで構成されている。そのため、電子皮膚の研究は、伸縮性や耐久性、柔軟性を備えた材料を開発することに重点を置いている。フレキシブル・エレクトロニクスや触覚センサの個々の分野の研究は大きく進展しているが、電子皮膚の設計では、各分野の個々の利点を犠牲にすることなく、統合することが求められる。柔軟で伸縮自在な機械的特性と、化学的、触覚的、電気生理学的なセンサー、自己修復能力をうまく組み合わせることで、ソフトロボット、義肢、人工知能、健康モニタリングなど、多くの可能性のある応用への扉を開くことができると考えられる。
現在研究段階にあるが、2010年代から、生体情報を収集するパッチ型や絆創膏型の試作品が続々と発表されてきた。ロレアルは2019年1月に、CESで “My Skin Track pH”を発表。絆創膏に近いパッチタイプで、腕の内側などに貼り付け、5〜15分待つことで、pH等化学状態や発汗量、発汗レートなどのデータ収集し、アプリが肌のコンディションを分析、アドバイスするという。